# Eisenbach (Hochschwarzwald)
Eisenbach (Hochschwarzwald) – miejscowość i gmina w Niemczech, w kraju związkowym Badenia-Wirtembergia, w rejencji Fryburg, w regionie Südlicher Oberrhein, w powiecie Breisgau-Hochschwarzwald, wchodzi w skład wspólnoty administracyjnej Titisee-Neustadt. Leży ok. 6 km na północny wschód od Titisee-Neustadt.